# Шувалово (исторический район)
Шува́лово — исторический район на севере Санкт-Петербурга. Бывший посёлок сельского типа Шувалово, вошедший в состав Ленинграда в 1930 году. На год упразднения входил в Шувалово-Озерковский сельсовет (образован в 1918 году на территории Парголовской волости).

## История
Бывшее владение графов Шуваловых с 1746 года. Существует ошибочная версия, что Шувалово было пожаловано еще выборгскому коменданту Шувалову в 1726 году. Последним владельцем имения был граф А. П. Шувалов.
В последней четверти XIX века значительная часть шуваловских земель была выкуплена товариществом на паях, которое строило здесь дачи и сдавало в аренду отдельные участки имения.
Одноимённая железнодорожная станция Октябрьской железной дороги на участке Санкт-Петербург — Выборг.
В 1920-х годах на реке Каменке был создан Шуваловский карьер, получивший название по Шувалову.
Территория входит в состав муниципального округа Шувалово-Озерки.
В мае 2008 года конструкторские бюро Климов заявило о реализации проекта по переносу мощностей авиационного предприятия из центра города в Шувалово.

## Деревня художников
На территории исторического района располагается «Деревня художников» — творческое объединение, которое образовалось в 1980—1990 годах. На 2012 год в него входят живописцы, графики, керамисты, скульпторы, искусствоведы, актёры, фотографы, музыканты. Среди них такие известные художники, как Г. Писарева, Д. Каминкер, В. Данилов, Л. Колибаба, А. Позин, М. Спивак, Л. Сморгон, Т. Николаенко, О. Жогин, М. Алексеева и другие.